# Епигони
Епигони (грч. Ἐπίγονοι) синови седморице који су пали код Тебе заклели су се да ће осветити своје очеве.

## Митологија
Делфијско пророчиште им је обећало победу ако Алкмеон, син Амифијарев, преузме вођство. Али он није желео да нападне Тебу и жестоко се расправљао са својим братом Амфилохом да
ли је тај подухват оправдан. Пошто се нису моглу сложити да ли да крену у рат или не, одлуку је требало да донесе њихова мати Ерифила. Свативши да се ради о породичним односима, Терсандар, Полонејков син, пошао је примером свога оца. Он је подмитио Ерифилу чаробном одором коју ја Атина дала његовој рођаци Хармонији у исто време кад јој је Афродита поклонила чаробну огрлицу. Ерифила се одлучила за рат и Алкмеон преко воље пристаде да се стави на чело похода.

## Тумачење
Према Роберту Гревсу ова минестрална прича која садржи мало митских елемната садржи строго моралан став. Она поучава да је женин суд нестабилан, говори о лудостима које чине мушкарци да би удовољили женској таштини и похлепи, о томе како је мудро слушати пророке, у које никада не треба сумњати, како је опасно погрешно протумачити предсказање из пророчишта, и најзад о неизбежном проклетству које пада на сина који убије мајку чак и када тај начин свети убијеног оца. Рат седморице против Тебе, 
који Хесиод назива "Рат Едипових оваца", и наставак тих догађаја који је овде испричан, изгледа да су претходили походу 
Аргонаута и Тројанском рату, те се с резервом могу ставити у четрнаести век пре наше ере.